# CFL 4000 sorozat
A CFL 4000 sorozat egy luxemburgi kétáramnemű (25 kV 50 Hz és 15 kV 16,7 Hz váltakozó áramú), Bo′Bo′ tengelyelrendezésű villamosmozdony-sorozat. A CFL üzemelteti. Összesen 20 db készült belőle. A mozdony a Bombardier TRAXX mozdonycsaládjába tartozik.